# Сборная РУДН
Сборная РУДН — трижды финалист Высшей лиги КВН, чемпион сезона 2006 (первый состав), представляет Российский университет дружбы народов. Межэтническую команду составляют представители различных российских, а также иностранных народов. Капитаном является Сангаджи Тарбаев (классический состав) и Игорь Ким (новый состав). Шутки «Сборной РУДН» зачастую связаны со стереотипами о разных народах и национальностях.

## История
Команда «Сборная РУДН» дебютировала в Высшей лиге КВН в 2003 году. В декабре 2006 года «Сборная РУДН» стала чемпионом Высшей лиги КВН, победив в финале команду ЛУНа. В 2007 году команда «Сборная РУДН» объявила об уходе из КВН, но в 2011 году выступила на музыкальном фестивале «Голосящий КиВиН» и завоевала высшую награду «Большой КиВиН в золотом».
Второй состав сборной во главе с Игорем Кимом выступал в сезоне Высшей лиги 2014. Команда дошла до полуфинала, после чего покинула высшую лигу.
Под именем RUDN University команда выступила в Высшей лиге 2018 года, но не вышла из 1/8 финала. За команду сыграл Константин Ронченко из израильской команды КВН «Крапива» (Иерусалим).

## Нынешний состав
| Заявка на Высшую лигу КВН 2018 года - Игорь Ким (капитан). Кореец, уроженец Северной Кореи, юрист по образованию. Участвовал в украинском шоу «Рассмеши комика». - Шевги Ахадов. Азербайджанец (талыш). Аспирант Российской академии народного хозяйства и государственной службы. Участвовал в украинском шоу «Рассмеши комика». - Бахтияр Ташбулатов. Кыргыз. Выпускник по специальности «Государственное и муниципальное управление» (РУДН) Актёр и автор команды. Актёр кино, сценарист. - Сергей Арзыбов. Русский. - Юлия Лосева. Русская. - Адатиза Эльга Изабель «Белла» Малу. Уроженка России, выпускница по специальности «Компьютерная безопасность». - Араик Мангасарян. Участвовал в украинском шоу «Рассмеши комика». - Кямиль Агаев - Мохамедэламин Эльхассан Авад «Муха» Осман. Уроженец Судана. - Валерий Ли. Кореец, уроженец Южной Кореи. - Олеся Старченко (администратор). Украинка. - Дмитрий Мельниченко (звукорежиссёр). Русский. \| Бывшие участники - Далер Рахимов (не играет с 2015 г.). Таджик, выпускник экономического факультета[7] - Трофим Пустильник (не играет с 2018 г.). - Жерард Аймонче (не играет с 2014 г.) - Амаду Ба (не играет с 2015 г.). Уроженец Мали[7]. - Александр Куулар — (не играет с 2014 г.) - Владислав Ким — (не играет с 2014 г.) - Анита Коимур[7] — (не играет с 2013 г.). Кенийка по происхождению. Выпускница экономического факультета (специальность «Маркетинг»)[8] - Алиса Левкович — (не играет с 2014 г.). Русская. - Марианна Савон-Пономарева — (не играет с 2014 г.) - Даниэль Энрикие — (не играет с 2014 г.) - Поповиченко Михаил — (не играет с 2014 г.) - Гауссу Симбара — (не играет с 2014 г.) \| |
| Бывшие участники - Далер Рахимов (не играет с 2015 г.). Таджик, выпускник экономического факультета - Трофим Пустильник (не играет с 2018 г.). - Жерард Аймонче (не играет с 2014 г.) - Амаду Ба (не играет с 2015 г.). Уроженец Мали. - Александр Куулар — (не играет с 2014 г.) - Владислав Ким — (не играет с 2014 г.) - Анита Коимур — (не играет с 2013 г.). Кенийка по происхождению. Выпускница экономического факультета (специальность «Маркетинг») - Алиса Левкович — (не играет с 2014 г.). Русская. - Марианна Савон-Пономарева — (не играет с 2014 г.) - Даниэль Энрикие — (не играет с 2014 г.) - Поповиченко Михаил — (не играет с 2014 г.) - Гауссу Симбара — (не играет с 2014 г.) |

## Чемпионский состав
| - Сангаджи Тарбаев (капитан) - Константин Фёдоров - Андрей Кочнев - Арарат Кещян - Ашот Кещян - Пётр Елфимов - Дмитрий Будашкаев - Вадим Бакунев - Васант Балан Чинасами - Эндрю Нджогу - Виктор Горохов - Георгий Киртбая | - Денис Жалинский - Диана Мухамеджанова - Чидозие Экверибе - Евгений Донских - Кира Бегунова - Кирилл Качурин - Елена Бойко - Алексей Массалитинов - Анастасия Дорогавцева - Наталия-Сенами Эдна Гбеджи-Сокпа - Наталья Агальцева - Ольга Качурина | - Андрей Пирушкин - Роман Степашкин - Александр Ильин - Станислав Ефанов - Татьяна Колядина - Татьяна Хабалова - Халед Юсеф - Эдуард Илоян - Пьер Нарцисс - Виталий Коломиец — автор - Анатолий Юрченко — директор |